# زاوية الشيخ بن عومر
زاوية الشيخ أو زاوية الشيخ بن عومر هو أحد قصور بلدية بودة بدائرة أدرار التابعة لولاية أدرار بالجنوب الغربي الجزائري

## التاريخ
أسس قصر الزاوية ببودة سنة 1623 م (1033/1032 هـ) من قبل الشيخ ابن عمر حيث تم بناء الزاوية فيما بعد سنة 1689 م (1101/1100 هـ).

## السكان
يسكن هذا القصر المرابطون أولاد سيدي عباس أو أولاد سيدي بن عومر وينحدرون من مؤسس الزاوية وأصلهم من البربر وينقسمون إلى خمس أو ست عائلات، ويتبعون الطريقة الكرزازية.

## النشاط الفلاحي
يعمل أغلب سكان قصر زاوية الشيخ في الفلاحة التي يغلب عليها غرس النخيل ويستعمل السكان تقنية الفقارة لتوفير المياه للسقي، نجد بزاوية الشيخ أربع فقارات هي:
| إسم الفقارة         | عدد الآبار |
| ------------------- | ---------- |
| اعدوش الجديد        | 270        |
| ايت عمران ايت أولين | 300        |
| تملال               | 800        |
| ياكبين              | ؟          |

## الأعلام
1. الشيخ سيدي بن عومر: وهو ولي صالح له ضريح بالزاوية التي تحمل إسمه وتقام له زيارة سنوية بها.[3]
2. سي محمد بالحاج إبراهيم:أحد أعلام زاوية الشيخ بن عومر نهاية القرن التاسع عشر[2]